# Litosus
Litosus is een geslacht van kreeftachtigen uit de klasse van de Malacostraca (hogere kreeftachtigen).

## Soorten
- Litosus giraffus Loh & Ng, 1999
- Litosus sexspinosus (Miers, 1884)